# Sweeter Than Fiction
«Sweeter Than Fiction» es una canción interpretada por la cantante y compositora estadounidense Taylor Swift, incluida en la banda sonora de la película británica de 2013, One Chance. La composición de la canción fue realizada por Taylor Swift y Jack Antonoff, guitarrista de la banda Fun..

## Recepción

### Comentarios de la crítica
«Sweeter Than Fiction» recibió comentarios en su mayoría positivos por parte de los críticos musicales. Jessica Sager del sitio PopCrush la calificó con cinco estrellas de cinco y señaló que el trabajo en equipo entre Swift y Antonoff funcionaba «hermosamente». También dijo que la producción recuerda a los temas «If You Leave» de Orchestral Manoeuvres in the Dark y «Friday I'm in Love» de The Cure. Además, Sager identificó una semejanza con una canción anterior de la cantante: «En términos de sus propios trabajos anteriores, la azucarada oferta de Swift es más parecida a su pista de Red, «State of Grace», con sus guitarras eléctricas, melodía contagiosa y su sincera y optimista letra».

## Lista de canciones
Descarga digital
1. «Sweeter Than Fiction» - 3:54

## Posicionamiento en listas

### Listas semanales
| Listas (2013)                          | Mejor posición |
| -------------------------------------- | -------------- |
| Australia (ARIA)                       | 44             |
| Canadá (Canadian Hot 100)              | 17             |
| Irlanda (IRMA)                         | 38             |
| Nueva Zelanda (Recorded Music NZ)      | 26             |
| Escocia (Scottish Singles Sales Chart) | 39             |
| UK Singles (Official Charts Company)   | 25             |
| Estados Unidos (Billboard Hot 100)     | 32             |